# Talia Balsam
Talia Balsam (ur. 5 marca 1959 w Nowym Jorku) – amerykańska aktorka telewizyjna i filmowa.

## Życiorys
Urodziła się w Nowym Jorku jako córka pary aktorskiej – Joyce Van Patten i Martina Balsama. Jej ojciec był pochodzenia rosyjskiego i żydowskiego, a matka włoskiego, holenderskiego i angielskiego. Jej rodzeństwo to: Casey King, Adam Balsam i Zoe Balsam. Jest siostrzenicą aktora Dicka Van Pattena, aktorki Pat Van Patten oraz aktora i reżysera Tima Van Pattena.
15 grudnia 1989 wyszła za mąż za aktora George’a Clooneya, lecz małżeństwo zakończyło się rozwodem 17 września 1993. W dniu 30 grudnia 1998 poślubiła aktora Johna Slattery’ego, z którym ma syna Harry’ego (ur. 1999).

## Filmografia

### Filmy fabularne
- 2005: Mały Manhattan jako Jackie Telesco
- 2006: Wszyscy ludzie króla jako Lucy Stark
- 2011: Sex story jako Sandra Kurtzman

### Seriale
- 1977: Happy Days jako Nancy Croft
- 1978: Dallas jako Rita Briggs
- 1978–1980: Taxi jako Cathy Consuelos
- 1982: Posterunek przy Hill Street jako Sally
- 1983: Cagney i Lacey jako Diane
- 1984: Magnum jako Emily Jackson
- 1984: Punky Brewster jako Miranda „Randi” Mitchell
- 1985: Napisała: Morderstwo jako Debbie Delancey
- 1987: Opowieści z ciemnej strony jako Gail
- 1990: Napisała: Morderstwo jako Julie Pritzer
- 1991: Dzień za dniem jako pani Melanie Karlsen
- 1991: Gliniarz i prokurator jako Cathy Reno
- 1992: Prawo i porządek jako Turner
- 1993: Szaleję za tobą jako Debbie
- 1995: Diagnoza morderstwo jako Tonya Gilpin
- 1995: Dotyk anioła jako dr Joanne Glassberg
- 1996: Prawo i porządek jako Teri Marks
- 1997: Zdarzyło się jutro jako dr Robbin English
- 1997–1998: Portret zabójcy jako Monica Sikes
- 1998–1999: Lekarze z Los Angeles jako Julie Lonner
- 1999: Ally McBeal jako Shelia Kent
- 2003: Brygada ratunkowa jako pani Beckman
- 2003–2004: Bez śladu jako Maria Malone
- 2005: Pani prezydent jako Ruth
- 2006: Prawo i porządek: Zbrodniczy zamiar jako Victoria Carson
- 2007–2014: Mad Men jako Mona Sterling Pike
- 2009: FlashForward: Przebłysk jutra jako generał Anita Ralston
- 2010: Treme jako Carla Hall
- 2012: Homeland jako Cynthia Walden
- 2013: Elementary jako Cheryl Gregson
- 2013–2014: Żona idealna jako Anne Stevens
- 2014: Newsroom jako Toni Dodd
- 2016-: Rozwód jako Dallas Holt